# Rheden (Németország)
Rheden település Németországban, azon belül Alsó-Szászország tartományban. Lakosainak száma 570 fő (2016. november 1.).

## Története
Írott forrásban elsőként 1022-ben tűnik fel.
1729-ben épült egy kastélyét.
Önálló státusza  2016. novembers 1-én megszűnt, azóta Gronau városrésze.

## Népesség
A település népességének változása:

| 2016 | 570 |